# Алаџа (Хасан Назирова) џамија
Алаџа џамија или само Алаџа (исто тако Хасан Назирова џамија и Шарена џамија) прва је џамија у Босни и Херцеговини изграђена у класичном османском стилу. Подигнута је 1549. године у Фочи. Алаџа џамију је изградио Хасан Незир Челебија, блиски сарадник Мимара Синана. Алаџа џамија важи за један од највреднијих објеката оријенталне културе на Балкану. Џамија је у потпуности срушена за вријеме Рата у Босни и Херцеговини, у августу 1992. године. Обнова је почела 2014. године, а завршена је 4. маја 2019. када је било и званично отварање. Проглашена је националним спомеником БиХ.
Иако су многи медији и аутори текстова деценијама тврдили да је Алаџа џамија била уврштена на Унескову листу свјетске баштине, Државна комисија за сарадњу са Унеском је потврдила да ова џамија никада није била на тој листи, нити је било иницијатива да се уврсти на ту листу.

## Реконструкција
Радови на реконструкцији Алаџе су званично почели 2014. године. Завршени су на дан отварања, 4. маја 2019. године.

## Степен заштите
Мјесто и остаци градитељске цјелине Алаџа (Хасан Назирове) џамије у Фочи проглашени су националним спомеником Босне и Херцеговине од стране Комисије за очување националних споменика БиХ на сједници одржаној од 6. до 10. јула 2004. године.
Национални споменик чине џамија Алаџа са припадајућим објектима: турбе Ибрахима, сина оснивача џамије; надгробни саркофаг оснивача Хасана Назира; шадрван; старији гробни саркофази; харем са нишанима; камени зидови-ограде; двије капије; и чесма у зиду дворишта.

### Књиге
- Андрејевић, Андреј (1972). Алаџа џамија у Фочи. Београд: Институт за историју уметности Филозофског факултета, (Београд : БИГЗ).  91123724
- Андрејевић, Андреј (1984). Исламска монументална уметност XVI века у Југославији : куполне џамије. Београд: Институт за историју уметности Филозофског факултета : Балканолошки институт САНУ.  37385223  11616778  512009936
- Ahunbay, Zeynep (2010). „Recovering the remnants of the Alaca Cami in Foča”. Monuments, patrons, contexts : papers on Ottoman Europe presented to Machiel Kiel ; ed. by Maximilian Hartmuth and Ayşe Dilsiz (на језику: енглески). Leiden: Nederlands Instituut voor het Nabije Oosten. стр. 184—192. ISBN 9789062583263.
- Ayverdi, Ekrem Hakki (1956). Yugoslavya'da Türk Abideleri ve Vakıfları (на језику: турски). III. Ankara: Vakıflar Dergisi. стр. 151—223.
- Detelić, Mirjana (2007). Epski gradovi : leksikon. Beograd: SANU, Balkanološki institut, (Beograd : Čigoja štampa). ISBN 978-86-7179-040-6. Архивирано из оригинала 27. 2. 2020. г. Приступљено 27. 2. 2020.  139358732  139358732  139358732
- Eren, Halit; Pašić, Amir; Idrizbegović-Zgonić, Aida (2013). Restoration of Mosques in Bosnia and Herzegovina (на језику: енглески). Istanbul: Research centre for islamic history, art and culture. ISBN 978-92-9063-254-2.  512096464
- Здравковић, Иван (1964). Избор грађе за проучавање споменика исламске архитектуре у Југославији. Београд: Југословенски институт за заштиту споменика културе, (Београд : Београдски графички завод).  43669767  43669767  7178246
- Јанц, Загорка (1956). Исламски рукописи из југословенских колекција (PDF). Београд: Музеј примењене уметности, (Београд : "Радиша Тимотић"). Архивирано из оригинала (PDF) 14. 10. 2022. г. Приступљено 14. 10. 2022.  178759431
- Kovačević, Desanka (1961). Trgovina u srednjovjekovnoj Bosni / Desanka Kovačević ; Djela / Naučno društvo NR Bosne i Hercegovine ; knj. 18. Odjeljenje istorijsko-filoloških nauka ; knj. 13. Sarajevo: Naučno društvo NR Bosne i Hercegovine.  513036951
- Ковачевић-Којић, Десанка (1978). Градска насеља средњовјековне босанске државе. Сарајево: "Веселин Маслеша".  40436748
- Mujezinović, Mehmed (1977). Islamska epigrafika Bosne i Hercegovine. knj.2, Istočna i Centralna Bosna. Sarajevo: Veselin Masleša.[мртва веза]  55726860  1924390  1924390
- Премовић, Маријан М. (2013). Средње и Доње Полимље и Горње Подриње у средњем веку : докторска дисертација (PDF). Београд: [М. М. Премовић].  523080599
- Redžić, Husref (1983). Studije o islamskoj arhitektonskoj baštini. Sarajevo: Veselin Masleša, (Novi Sad : Štamparija).  66441484  1925158  1925158  512030928
- Tucaković, Šemso (1991). Aladža džamija - fočanski biser. Sarajevo: El-Kalem, (Tuzla : Grafičar).  8441606  8441606
- Tucaković, Šemso (1998). Aladža džamija - ubijeni monument (PDF). Sarajevo: Institut za istraživanje zločina protiv čovječnosti i međunarodnog prava, (Sarajevo : Rail print). ISBN 9958-740-02-8.  642841  642841
- Tucaković, Šemso (2012). Kulturocid na Drini : materijalni spomenici kulture Bošnjaka - muslimana istočne Bosne uništeni u toku srpske agresije 1991.-1995. Sarajevo: Futur Art, (Sarajevo : DES). ISBN 978-9958-9951-5-6.  19361542  19361542
- Hammer, Joseph von (1979). Historija Turskog (Osmanskog) carstva ; [3 knj. ; preveo Nerkez Smailagić]. Zagreb: "Nerkez Smailagić", (Zagreb : "Ognjen Prica").  24724495  80539148  32357889
- Hammer, Joseph von (1979a). Historija Turskog (Osmanskog) carstva. Knj. 2 ; [preveo Nerkez Smailagić]. Zagreb: "Nerkez Smailagić", (Zagreb : "Ognjen Prica").  139290887  139290887  513709775
- Historija naroda Jugoslavije. Knj. 2. Zagreb: Školska knjiga, (Zagreb : Grafički zavod Hrvatske). 1959.  41719815  41719815  1024009207
- Čelebi, Evlija (1973). Putopis : odlomci o jugoslovenskim zemljama; [preveo, uvod i komentar napisao Hazim Šabanović]. Sarajevo: Veselin Masleša.  256247815  2005798  2005798
- Šamić, Midhat (1966). Francuski putnici u Bosni na pragu XIX stoljeća i njihovi utisci o njoj. Sarajevo: "Veselin Masleša", (Beograd : "Slobodan Jović").  151389447  151389447  2179334
- Šamić, Midhat (1981). Francuski putnici u Bosni i Hercegovini u XIX stoljeću i njihovi utisci o njoj : (1836-1878). Sarajevo: "Veselin Masleša", (Novi Sad : Budućnost).  83094284  39890695  724247  724247  1924646
- Walasek, Helen (2015). Bosnia and the Destruction of Cultural Heritage (на језику: енглески). Farnham: Ashgate. ISBN 978-1-4094-3704-8.  214805260  214805260
- Walasek, Helen (2016). Bosnia and the Destruction of Cultural Heritage (на језику: енглески). New York: Routlege. ISBN 9781315569789.
- Šabanović, Hazim (1982). Bosanski pašaluk : postanak i upravna podjela. Sarajevo: Svjetlost.  512028585  512028585  4589625
- Шкриванић, Гавро (1974). Путеви у средњовековној Србији. Београд: Туристичка штампа, (Београд : Култура).  24840207

### Часописи
- Андрејевић, Андреј (1989). „Цариград и исламска уметност у Југославији : атрибуције Синану и његовој школи”. Balcanica :  Annuaire de l'Institut des études balkaniques = Балканика : Годишњак Балканолошког института. Beograd: Srpska akademija nauka i umetnosti Međuakademijski odbor za balkanologiju saveta akademija nauka i umetnosti SFRJ i Balkanološki institut SANU. XX: 227—242. ISSN 0350-7653.  12014082  6289154
- Bejtić, Alija (1953). „Spomenici osmanlijske arhitekture u Bosni i Hercegovini”. Prilozi za orijentalnu filologiju i istoriju jugoslovenskih naroda pod turskom vladavinom. Sarajevo: Orijentalni institut (III—IV/1952-53): 229—297. ISSN 1986-8650.  89151498  103969543  1126062052  16399874
- Dobrača, Kasim (1972). „Skriptorij u Foči u XVI stoljeću”. Anali Gazi Husrev-begove biblioteke u Sarajevu. Sarajevo: Gazi Husrev-begova biblioteka. 1 (1): 67—74. ISSN 0350-1418.  15886338  15886338
- Златкић, Ђенана (1989). „Саветовање “Мост Мехмед-паше Соколовића, дјело Мимара Синана и проблематика његове заштите данас””. Гласник Друштва конзерватора Србије. Београд: Друштво конзерватора Србије (13): 187—188. ISSN 0350-9656.  15956482
- Idrizbegović Zgonić, Aida (2011). „Total reconstruction: a case study of Aladza mosque”. TTEM : Technics Tehnologies Education Management (на језику: енглески). Sarajevo: DRUNPP. 6 (2): 408—414. ISSN 1840-1503.  234485772  15594502
- „Izvještaj o radu u 1961. godini – Izvještaj o radu u 1962. godini” (PDF). Naše starine. Sarajevo: Zemaljski zavod za zaštitu spomenika kulture i prirodnih rijetkosti Narodne Republike Bosne i Hercegovine, (Zagreb : Grafički zavod Hrvatske) (IX): 203—211. 1964. ISSN 0547-3136.  57465612  57465612  12902146
- Kapidžić, Hatidža (1993). „The Aladja Mosque in Foča: eulogy of one of the greatest works of Islamic art in Bosnia-Herzegovina.”. ARH: Magazine for Architecture, Town Planning and Design (на језику: енглески) (24): 50—52.
- Kojić-Kovačević, Desanka (1981). „Arhivsko-istorijska istraživanja Gornjeg Podrinja” (PDF). Naše starine. Sarajevo: Zemaljski zavod za zaštitu spomenika kulture i prirodnih rijetkosti Narodne Republike Bosne i Hercegovine, (Zagreb : Grafički zavod Hrvatske) (XIV—XV): 109—125. ISSN 0547-3136.  57465612  57465612  12902146
- Makuljević, Nenad (2013). „Habsburg orientalism: the image of Bosnia and Herzegovina in the “Kronprinzenwerk”” (PDF). Зборник Матице српске за ликовне уметности (на језику: енглески). Нови Сад: Матица српска, Одељење за ликовне уметности (41): 71—87. ISSN 0352-6844.  211227148  16491778  16491778
- Mujezinović, Mehmed (1953). „Turski natpisi XVI vijeka iz nekoliko mjesta Bosne i Hercegovine”. Prilozi za orijentalnu filologiju i istoriju jugoslovenskih naroda pod turskom vladavinom. Orijentalni institut u Sarajevu (III—IV/1952-53): 455—484. ISSN 1986-8650.  103969543  1126062052  16399874
- Palavestra, Vlajko (1981). „Bilješke o historijskim predanjima i toponomastici u Gornjem Podrinju” (PDF). Naše starine. Sarajevo: Zemaljski zavod za zaštitu spomenika kulture i prirodnih rijetkosti Narodne Republike Bosne i Hercegovine, (Zagreb : Grafički zavod Hrvatske) (XIV—XV): 127—139. ISSN 0547-3136.  57465612  57465612  12902146
- Softić, Emir (2005). „Analiza proporcija vertikalnih gabarita bosanskohercegovačkih potkupolnih džamija”. Baština : Godišnjak Komisije za očuvanje nacionalnih spomenika Bosne i Hercegovine. Sarajevo: Komisija za očuvanje nacionalnih spomenika (I): 315—328. ISSN 1840-2364.  230059271  15907846  15907846
- Husedžinović, Sabira (2001). „The Influence of Mimar Sinan's School on Domed Mosques in Bosnia and Herzegowina”. Electronic journal of oriental studies (на језику: енглески). Department of Arabic, Persian and Turkic Languages and Cultures, Faculty of Arts. Universiteit Utrecht. IV (60): 1—24. ISSN 0928-6802.